# Christiane Amanpour
Christiane Amanpour (n. 12 ianuarie 1958, Middlesex, Anglia, Regatul Unit) este o jurnalistă și o gazdă de televiziune de origine engleză-iraniană.
Amanpour este șefa Corespondenței Internaționale pentru CNN și gazda unei emisiuni de interviuri ”Amanpour” în fiecare noapte pe CNN International. Amanpour este, de asemenea, prezentatoarea rubricii de Afaceri Globale pentru ABC News. În 2013, s-a mutat din New York să trăiască în Londra împreună cu soțul ei, fost secretarul de stat adjunct James Rubin, și fiul lor adolescent.

## Primii ani
Deși este născută în Londra, Anglia, Amanpour a fost crescută în Teheran. Tatăl ei, Mahmoud Amanpour, este de origine musulmană, fiind din Iran, iar mama ei, Patricia Hill, este o creștină din Anglia. Amanpour este fluentă în limbile engleză și persană.  
După ce a acumulat o parte din educația primară în Iran, a fost trimisă la vîrsta de 11 ani de părinți la un internat în Marea Britanie. A mers la Mănăstirea Holy Cross, o școală de fete în Chalfont St. Peter, Buckinghamshire, iar apoi, la vârsta de 16 ani a intrat la liceul New Hall în Chelmsford, Essex. Christiane și familia ei s-au reunit apoi în Anglia, nu după multă vreme ce a început Revoluția Islamică. Aceasta insistă că nu au fost forțați afară din țară, dar că s-au întors din cauza războiului dintre Iran și Irak. Familia a rămas până la urmă în Anglia, deoarece întoarcerea în Iran era foarte dificilă.  
După ce a absolvit liceul, Amanpour s-a mutat în New York să studieze jurnalismul la Universitatea din Rhodes Island, Harrington School of Communication and Media. În timpul facultății, a lucrat la secția de știri a radioului WBRU-FM în Providence Rhode Island. A lucrat de asemenea și pentru un partener pentru NBC, WJAR, în Providence, drept proiectant grafic. În 1983, aceasta a absolvit facultatea summa cum laude, cu o diplomă în jurnalism.

## CNN

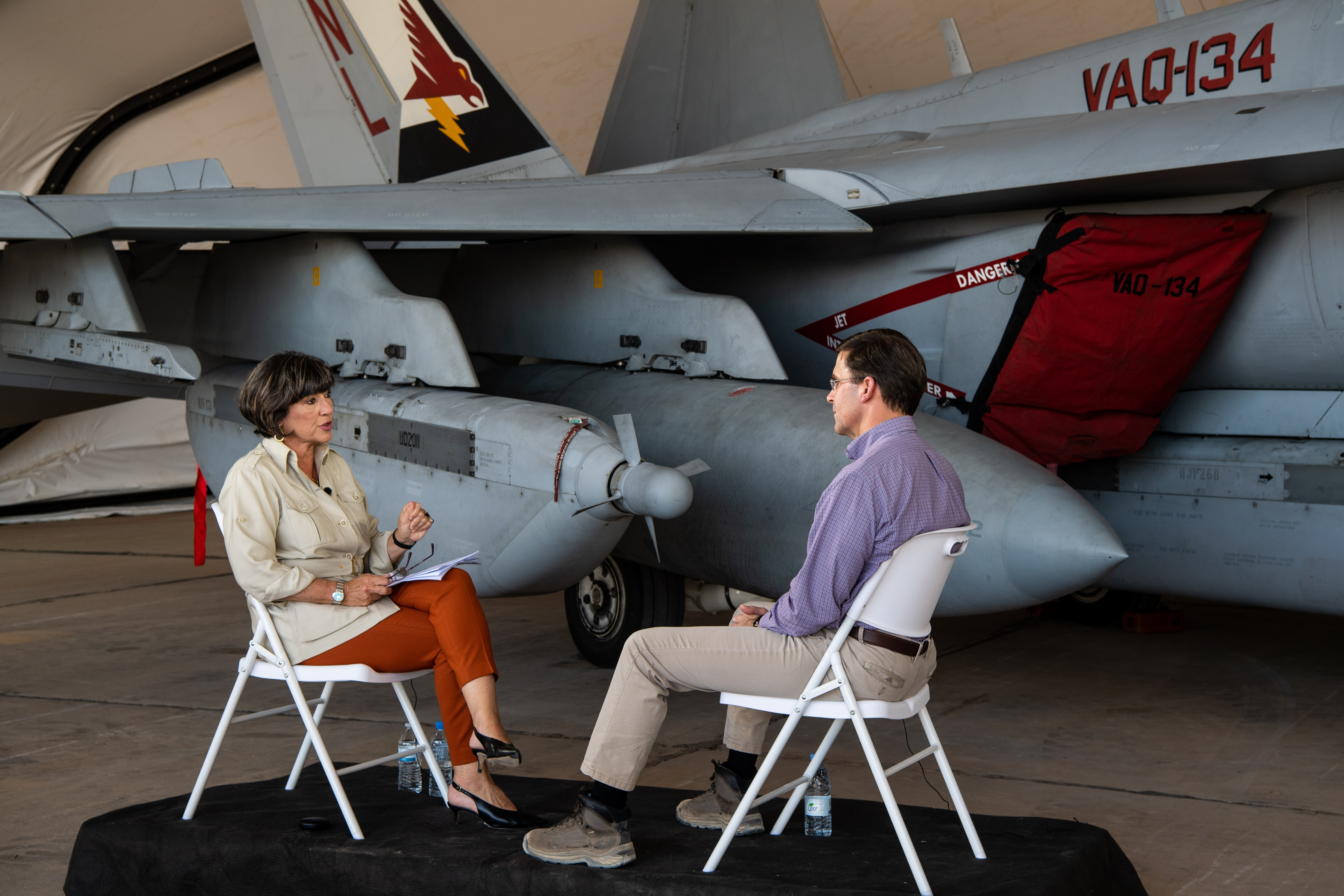
Amanpour într-un interviu cu fostul Secretar al Apărării al Statelor Unite ale Americii, Mark T. Esper, 2019

În 1983, a fost angajată de CNN pentru o slujbă de asistentă în Atlanta, Georgia. În primii ei ani drept reporter, Amanpour a primit prima sarcină importantă, să acopere războiul din Golf. Aceasta sarcină a determinat la transferarea ei în 1986 în Europa de Est să acopere căderea comunismului european. În 1989, a fost trimisă să lucreze în Frankfurt, Germania, de unde a scris despre revoluțiile democratice din Europa de Est în perioada aceea. Prin intermediul acestei poziții, Amanpour a fost capabilă să avanseze în carieră și să ajungă în 1990 reporter pentru biroul CNN în New York.  
După ocuparea Kuweitului de către Irak în 1990, comentariile lui Amanpour despre Războiul din Golful Persic i-au adus o recunoaștere însemnată, ducând de asemenea și rețeaua CNN la un nou nivel de acoperire media. Din cauza asta, a relatat și Războiul din Bosnia și din alte zone de conflict. Amanpour a primit reputația că este neînfricată în timpul războaielor din Golf și Bosnia și deoarece relata evenimente din zone de conflict.  
Din 1992 până în 2010, Amanpour a fost Șefa Corespondenței Internaționale pentru CNN și gazda emisiunii ”Amanpour”, o emisiune zilnică de interviuri care a durat din 2009 până în 2010. Amanpour a transmis despre crize majore din multe puncte de conflict, începând de la Iraq, Afganistan, Palestina, Iran, Israel, Pakistan, Somalia, Rwanda și Bosnia, până la uraganul Katrina din Statele Unite. Aceasta a reușit să ia interviuri exclusive cu lideri mondiali din Orientul Mijlociu, Europa, Africa și nu numai, incluzând președinții iranieni Mohammad Khatami și Mahmoud Ahmadinejad, la fel ca și președinții din Afganistan, Sudan și Siria. După evenimentul tragic din 11 septembrie 2001, ea a fost prima persoană care a intervievat prim ministrul britanic Tony Blair, președintele francez Jacques Chirac și președintele din Pakistan, Pervez Musfarraf.